# Мисливці на привидів: Назад у місто
«Мисливці на привидів: Назад у місто» (англ. Ghostbusters: Back in Town) — обмежена серія коміксів, написана Девідом Бугером, намальована Блю Деллікванті та видана американським видавництвом Dark Horse Comics у 2024 році. Дія коміксу розгортається між фільмами «Мисливці на привидів: З того світу» та «Мисливці на привидів: Крижана імперія». Комікс має вийти 30 жовтня 2024 року.

## Синопсис
Події коміксу відбуваються після поразки Ґозера та розповідає про сім'ю Спенґлерів, які переїжджають до Нью-Йорка та оселяються в пожежному депо Мисливців на привидів.

## Персонажі
- Ґері Ґруберсон
- Келлі Спенґлер
- Тревор Спенґлер
- Фоб Спенґлер
- Вінстон Зеддемор

## Випуски
| № | Назва                           | Сценарист              | Художник        | Колорист      | Літерник         | Дата публікації |
| - | ------------------------------- | ---------------------- | --------------- | ------------- | ---------------- | --------------- |
| 1 | «Ghostbusters: Back in Town #1» | Ґреґ Пак і Девід Бугер | Блю Деллікванті | Мілдред Льюїс | Джиммі Бетанкурт | 27 березня 2024 |
| 2 | «Ghostbusters: Back in Town #2» | Девід Бугер            | Блю Деллікванті | Мілдред Льюїс | Джиммі Бетанкурт | 24 квітня 2024  |
| 3 | «Ghostbusters: Back in Town #3» | Девід Бугер            | Блю Деллікванті | Мілдред Льюїс | Джиммі Бетанкурт | 29 травня 2024  |
| 4 | «Ghostbusters: Back in Town #4» |                        | Блю Деллікванті | Мілдред Льюїс | Джиммі Бетанкурт |                 |